# هجرس متوج
الهجرس المتوج (الاسم العلمي:Cercopithecus pogonias) (بالإنجليزية: Crested Mona Monkey)‏ هو نوع من الحيوانات يتبع جنس الهجرس من فصيلة سعادين العالم القديم.